# تطبيقات مخصصة لأجهزة الهاتف المحمول - المنطق المعزز.
التطبيقات المخصصة لشبكات المحمول المنطق المعزز (CAMEL) عبارة عن مجموعة من المعايير المصممة للعمل إما على شبكة GSM الأساسية، أو شبكة النظام العالمي للاتصالات المتنقلة (UMTS). يوفر إطار العمل أدوات للمشغلين لتحديد ميزات إضافية لخدمات GSM، / خدمات UMTS القياسية. تعتمد بنية CAMEL على معايير الشبكة الذكية (IN)، وتستخدم بروتوكول CAP. تم تدوين البروتوكولات في سلسلة من المواصفات الفنية للمعهد الأوروبي لمعايير الاتصالات (ETSI) .
يمكن إنشاء العديد من الخدمات باستخدام CAMEL، وهي فعالة بشكل خاص في السماح بتقديم هذه الخدمات عندما يتجول المشترك، على سبيل المثال: الاتصال بدون بادئة (الرقم الذي يطلبه المستخدم هو نفسه بغض النظر عن البلد الذي يوجد فيه تم إجراء المكالمة) أو الوصول السلس إلى رسائل الوسائط المتعددة من الخارج.

## كيانات CAMEL
- (GSM) وظيفة تحكم في خدمة (gsmSCF)
- (GSM) وظيفة تبديل خدمة (gsmSSF)
- (GSM) وظيفة الموارد المتخصصة (gsmSRF)
- (GPRS) وظيفة تبديل خدمة (gprsSSF)

## المواصفات
تم نشر مواصفات (CAMEL) على مراحل،  مع تحديد أربع مراحل اعتبارًا من 2007، كل منها بناءاً على السابقة. تم تحديد المرحلتين (1) و (2) قبل وجود شبكات 3G، وعلى هذا النحو، تدعم إضافة خدمات IN إلى شبكة (GSM)، على الرغم من أنها قابلة للتطبيق بشكل متساوٍ على شبكات 2.5G و 3G. تم تحديد المرحلة 3 للإصدارات 99 و 4 من 3GPP، وبالتالي فهي مواصفات مشتركة بين GSM وUMTS ، بينما تم تحديد المرحلة 4 كجزء من 3GPP الإصدار 5.
تماشياً مع مواصفات GSM الأخرى، يجب أن تكون المراحل اللاحقة متوافقة تماماً مع المراحل السابقة؛ يتم تحقيق ذلك عن طريق إجراء التفاوض بشأن سياق تطبيق جزء تطبيق إمكانيات المعاملة (TCAP)، مع تخصيص كل مرحلة من مراحل CAMEL إصدار AC الخاص بها.

### المرحلة 1
حددت CAMEL المرحلة الأولى خدمات التحكم في المكالمات الأساسية للغاية، ولكنها قدمت مفهوم نموذج حالة استدعاء CAMEL الأساسي (BCSM) إلى الشبكة الذكية (IN). أعطت المرحلة الأولى gsmSCF القدرة على حظر المكالمات (تحرير المكالمة قبل الاتصال)، والسماح باستمرار المكالمة دون تغيير، أو تعديل عدد محدود من معلمات الاتصال قبل السماح لها بالاستمرار. يمكن لـ gsmSCF أيضًا مراقبة حالة المكالمة لأحداث معينة (اتصال وفصل المكالمة)، واتخاذ الإجراء المناسب عند إبلاغك بالحدث.
تم تحديد المرحلة 1 كجزء من الإصدار 96 في عام 1997.

### المرحلة الثانية
عزز المرحلة الثانية CAMEL القدرات المحددة في المرحلة الأولى. بالإضافة إلى دعم مرافق المرحلة الأولى، تضمنت المرحلة الثانية ما يلي:
- نقاط إضافية لاكتشاف الأحداث
- التفاعل بين المستخدم والخدمة باستخدام الإعلانات والمطالبة الصوتية وجمع المعلومات عبر التفاعل داخل النطاق أو تفاعل بيانات الخدمة التكميلية غير المنظمة (USSD)
- التحكم في مدة المكالمة ونقل معلومات الإرشاد بشأن الرسوم إلى المحطة المتنقلة؛
- القدرة على إبلاغ gsmSCF عن استدعاء الخدمات التكميلية تحويل المكالمات الصريحة (ECT) وانحراف المكالمة (CD) والمكالمات متعددة الأطراف (MPTY)
- القدرة، لتسهيل المعالجة اللاحقة، على دمج معلومات الشحن من عقدة الخدمة في سجلات المكالمات العادية [1]

تم تحديد المرحلة الثانية كجزء من إصدارات 3GPP 97 و 98، في عام 1998، على الرغم من الإشارة إليها في مواصفات المرحلة 1 من الإصدار 96.

### المرحلة 3
عززت المرحلة الثالثة من CAMEL قدرات المرحلة الثانية. تمت إضافة القدرات التالية:
- دعم المرافق لتجنب الحمل الزائد
- قدرات لدعم Dialed Services
- القدرة على التعامل مع أحداث التنقل، مثل (ليس) قابلية الوصول والتجوال؛
- التحكم في جلسات GPRS وسياقات PDP
- التحكم في الرسائل القصيرة التي يتم إنشاؤها عبر الأجهزة المحمولة من خلال كيانات الشبكة التي تخدم بتبديل الدارات والحزم
- العمل المشترك مع SoLSA (دعم منطقة الخدمة المحلية). دعم هذا العمل البيني اختياري؛
- يمكن إبلاغ gsmSCF عن استدعاء خدمة إكمال المكالمة التكميلية للمشترك المشغول (CCBS) [2]

تم إصدار المرحلة 3 كجزء من إصدارات 3GPP 99 و 4 في 1999.

### المرحلة 4
بنيت المرحلة الرابعة من CAMEL على قدرات المرحلة 3. تم تحديد الميزات التالية:
- دعم التوجيه الأمثل للمكالمات من هاتف محمول إلى هاتف محمول بتبديل الدوائر
- قدرة gsmSCF على إنشاء أطراف إضافية في مكالمة حالية (Call Party Handling)
- قدرة gsmSCF على إنشاء مكالمة جديدة لا علاقة لها بأي مكالمة أخرى حالية (Call Party Handling - مكالمة جديدة)
- إمكانيات المعالجة المحسّنة لاتصالات الطرف المتصل (Call Party Handling)
- التحكم في الرسائل القصيرة المنتهية عبر الأجهزة المحمولة من خلال كيانات الشبكة التي تخدم بتبديل الدارات والمحول الحزم
- قدرة gsmSCF على التحكم في الجلسات في النظام الفرعي للوسائط المتعددة IP (IMS) [2]
- يمكن لـ gsmSCF أن يطلب من gsmSSF تشغيل تسلسل ثابت أو متغير من النغمات

مع المرحلة الرابعة CAMEL، من الممكن أن يتم دعم مجموعة فرعية محدودة فقط من الوظائف الجديدة، بالإضافة إلى الدعم الكامل لمرحلة CAMEL 3.
تم إصدار المرحلة الرابعة كجزء من 3GPP الإصدار 5 في عام 2002.